# 武动乾坤
《武动乾坤》（英文：Martial Universe），2018年中国大陆玄幻古装剧。根据天蚕土豆同名小说《武动乾坤》改编，分為上下部播出《武动乾坤之英雄出少年》 和《武动乾坤之冰心在玉壶》。由杨洋、王麗坤、吴尊、张天爱、释小龙、柳岩、索笑昆等主演，张黎执导，2016年11月14日正式开拍，2017年10月31日杀青，於2018年8月7日在东方卫视首播。台灣於2018年8月7日晚上9點愛奇藝台灣站獨家播出。第二季將於2018年10月11日晚上9點愛奇藝台灣站獨家播出。

## 剧集播放
| 频道         | 地区                                                                                         | 播映日期       | 播出时间                          | 备注 |
| ------------ | -------------------------------------------------------------------------------------------- | -------------- | --------------------------------- | ---- |
| 东方卫视     | 中国大陆                                                                                     | 2018年8月7日   | 星期二至四 22:00 - 23:30          | 上部 |
| 优酷视频     | 中国大陆                                                                                     | 2018年8月7日   | 星期二至四21:00更新，VIP抢先看3集 | 上部 |
| 愛奇藝台灣站 | 臺灣                                                                                         | 2018年8月7日   | 每周二至周四21:00每天兩集         | 上部 |
| 衛視中文台   | 臺灣 · 新加坡 · 马来西亚 · 香港 · 柬埔寨 · 緬甸 · 泰國 · 菲律賓 · 印度尼西亞 · 美国 · 加拿大 | 2018年8月7日   | 星期二 22:00 - 23:00              | 上部 |
| 衛視中文台   | 臺灣 · 新加坡 · 马来西亚 · 香港 · 柬埔寨 · 緬甸 · 泰國 · 菲律賓 · 印度尼西亞 · 美国 · 加拿大 | 2018年8月8日   | 星期一至五 20:00 - 21:00          | 上部 |
| dimsum       | 马来西亚 ·                                                                                   | 2018年8月8日   | 星期三至星期五12:00上线           | 上部 |
| 八度空间     | 马来西亚                                                                                     | 2018年9月3日   | 星期一至五 20：30 - 21：30        | 上部 |
| 优酷视频     | 中国大陆                                                                                     | 2018年10月11日 |                                   | 下部 |
| 八度空间     | 马来西亚                                                                                     | 2018年10月29日 | 星期一至五 20：30 - 21：30        | 下部 |
| 衛視中文台   | 臺灣 · 新加坡 · 马来西亚 · 香港 · 柬埔寨 · 緬甸 · 泰國 · 菲律賓 · 印度尼西亞 · 美国 · 加拿大 | 2018年11月5日  | 星期一至五 20:00 - 21:00          | 下部 |

## 剧情
该剧改编自天蠶土豆的同名网络小说，讲述了小镇家族中不受宠的边缘子弟林动，经历无数艰难险阻，一步步战胜奸邪恶人，最终蜕变成长为救世大英雄并收获爱情和友情的热血励志故事。

## 演员列表

### 主要人物
| 演员       | 角色         | 介绍 | 配音     |
| 杨洋       | 林动         | 青陽鎮混混／祖符傳人／符師會會長／吞噬符主／道宗弟子 夢想光耀門楣的少年林動，機緣巧合獲得了上古至尊符祖留下來的神祕石符。從此之後，眾多本與林動毫無牽扯的武修宗派、豪傑名門以及中山國的三大超級宗派紛紛出現於林動身旁，就並分別受到了高冷女神綾清竹和歡喜冤家應歡歡的暗中喜歡，最後不知何時開始他則喜歡上了應歡歡，常戲稱其"野丫頭"。而不是他的仙女姐姐。 | 原音     |
| 王丽坤     | 绫清竹       | 九天太清宮天之驕女／符使 一柄清劍思路客。容貌勝過天仙，氣質清冷出塵，如月宮的仙子高貴而不可褻瀆。來到大炎王朝古墓府試煉時，陰差陽錯與林動發生關係，清醒後欲尋林動報仇看到其受林琅天脅迫依然不屈有了觸動，是林動前期所追逐的目標。天賦極高，傲嬌不失温柔，感性不失睿智，林動大戰異魔皇時助力他掌握位面之胎。手持火焰祖符。                                 | 邱秋     |
| 吴尊       | 林琅天       | 林氏宗族的天才少年／元宗弟子 被璀璨光環籠罩，有着驚人才能和豪情霸氣，揹負着振興林氏家族的責任，輾轉至元門名下成為傑出弟子，手持空間祖符。卻在重重使命下被反派利用，最終一步步走向歧路。與林動亦敵亦友，上演相愛相殺，“林氏雙驕”一路懲奸除惡，演繹英雄傳奇。喜歡青檀。                                                                                     | 姜广涛   |
| 张天爱     | 应欢欢       | 道宗宗主之女／玄冰符主 淺笑嫣然素手撫琴。與加入符師會的林動結為歡喜冤家，常戲稱其"臭小子、二流子"。實為遠古冰主的輪迴轉世，為守護道宗和助林動復仇而覺醒力量。性子變得冷若冰霜，容貌氣質亦出落得顛倒眾生，漸顯上古神女的傾世之姿。但在林動面前仍是最初靈動嬌俏的活潑少女。最後為抵禦異魔皇進攻燃燒生命助林動步入祖境。                                     | 韩啸     |
| 柳岩       | 穆芊芊       | 林琅天的師姊／元門長老／天王殿 擁有元門長老與反派至尊女BOSS雙重身份。外表豔媚動人，心機深手段狠的反派女魔頭，對林琅天如母親般温柔。或許身負“心魔”，抑或是迫於人生無奈，無論是非，穆芊芊終究做到了一生堅持。 |          |
| 释小龙     | 小炎／火蟒虎 | 妖獸／林動結義兄弟／洪荒符主 外表勇猛霸氣，實則憨厚呆萌。最初身為妖獸時，與林動相助，逃脫雷族角鬥場，後意外誤食"化形丹"，化出人形，與林動、小貂結為兄弟。忠肝義膽，一路上懲惡揚善，擁有萬夫莫當的力量。 | 胡良伟   |
| 索笑坤     | 林貂／天妖貂 | 石符妖靈／林動結義兄弟／雷霆符主 出身天妖貂族，意外被困至石符，直至被林動意外發現。天性鬼馬狂傲，看似頑劣，實則情意深重。起初對林動不屑一顧，經常自許為"貂爺"。後因林動無私付出而結為兄弟，與林動、小炎合力獲取祖符，成為天妖族長。後與林動一起前往大千世界。                                                                                             | 马正阳   |
| 董晴       | 林青檀       | 林動的妹妹／黑暗之殿弟子／黑暗符主 活潑可愛，喜歡林琅天。體內有極為陰寒的煞魔之體，曾因喜歡琅哥哥，與其雙修，因知林琅天的欺騙而分離。後隨北玄域黑暗之殿黑暗之主波玄修煉。手持黑暗祖符。擁有遠古神物榜排第五的黑暗聖鐮，在異魔域再次與林動相見時實力為八元涅槃鏡，後期為輪迴境，隨林動、綾清竹進入大千世界尋找應歡歡。                                     | 刘晓倩   |
| 杨皓宇     | 岩大师／青岩 | 三印符師／符師會大老兼任會長 为人儒雅爽朗，为师教徒有道，幽默搞怪，开明睿智，是林动“一武惊天地”路上的指明灯，对林动百般严格的同时又充满慈爱。为天下太平坚持不懈的劝说林动加入符师会，又一次次的将林动解救于为难之中，成为林动背后的力量。 |          |
| 謝君豪     | 林嘯         | 林动父亲 本来天资聪颖，实力出众，他是林氏宗族青阳镇分家数十年难得一见的天才，在年轻时便达到了天元境的实力。在林氏家族大比武中不巧对战百年一见的天才林琅天，被其一击打成半废，实力也降到地元境。后来进入生死玄境，在林动取得巨大成就的推动下，林啸和青阳分家回归林氏宗族本家，其本人还成为了林氏族长。                                                     | 宝木中阳 |
| 公磊       | 雷鐘         | 雷家當家大公子 原本沉迷于修炼又深明大义，万事都以家族利益为先，对于弟弟雷厲的无理要求也能进行明断。后期，他被异魔附身，不仅性情大变，而且从造型上都给人一种阴鸷黑暗的感觉。 |          |
| 季東燃     | 雷厲         | 雷家二公子 具嚣张跋扈的性子，初時看上林動的妹妹林青檀（實際想其作為練功之鼎爐），意想強娶回族。後被林動使計破壞。 |          |
| 李昕亮     | 腾儡         | 陰傀宗少宗主 心机深沉的腾儡是剧中一大反派，他曾一度让林动和林琅天成为自己的符傀，塔斗开始前就先抓了青檀作为威胁林动的筹码，虽然几次和林动交锋后都以失败告终，但他从未放弃过。腾儡可以控制活人的心智，把他们变为自己的傀儡，而他自己也在痴魔的路上越走越远。最終被異魔所殺，連帶牽累父親敗亡。                                                             |          |
| 小斯琴高娃 | 萱素         | 二印符師/符師會二老 尊稱岩大師為"岩師"，與岩大師協同尋找祖符下落。與岩師暗生情愫。 | 蔡娜     |
| 钱龙       | 蒋浩         | 林动的师兄 好兄弟、为人冷傲 | 赵成晨   |

## 电视原声带
| 曲序 | 曲目                   | 演唱     |
| ---- | ---------------------- | -------- |
| 1.   | 谜（乾坤主题曲）       | 张杰     |
| 2.   | 你我之间（武动主题曲） | 蔡健雅   |
| 3.   | 星空（插曲）           | 南征北战 |
| 4.   | 降魔（插曲）           | 张磊     |
| 5.   | 你的镜子（插曲）       | 张磊     |
| 6.   | 闯关（插曲）           | 索笑坤   |

## 收视率
| 中国大陆 東方衛視 首播收视率 |               |             |             |             |           |           |           |           |           |           |                                                    |
| 集數                         | 播出日期      | CSM52城市网 | CSM52城市网 | CSM52城市网 | CSM全国网 | CSM全国网 | CSM全国网 | CSM16省网 | CSM16省网 | CSM16省网 | 備註                                               |
| 集數                         | 播出日期      | 收視率      | 收視份額    | 排名        | 收視率    | 收視份額  | 排名      | 收視率    | 收視份額  | 排名      | 備註                                               |
| 1-2                          | 2018年8月7日  | 0.333       | 2.196       | 12          | 0.19      | 1.39      | 20        | 0.165     | 1.162     | 15        |                                                    |
| 3-4                          | 2018年8月8日  | 0.285       | 1.858       | 14          | 0.19      | 1.4       | 17        | 0.192     | 1.403     | 12        |                                                    |
| 5-6                          | 2018年8月9日  | 0.563       | 3.683       | 7           | 0.28      | 2.09      | 12        | 0.212     | 1.623     | 9         |                                                    |
| 不適用                       | 2018年8月13日 | 不適用      | 不適用      | 不適用      | 不適用    | 不適用    | 不適用    | 不適用    | 不適用    | 不適用    | 浙江《扶摇》完結                                   |
| 7-8                          | 2018年8月14日 | 0.432       | 2.723       | 10          | 0.19      | 1.4       | 18        | 0.166     | 1.168     | 15        | 浙江《獵毒人》精编版開播                           |
| 9-10                         | 2018年8月15日 | 0.458       | 2.994       | 11          | 0.17      | 1.24      | 23        | 0.161     | 1.122     | 13        | 52城數據缺廈門 16省網數據卻福建                    |
| 11-12                        | 2018年8月16日 | 0.643       | 4.177       | 7           | 0.23      | 1.8       | 15        | 0.268     | 1.884     | 7         | CCTV-8《執行利劍》完結，《龍門飛甲》同日開播       |
| 13-14                        | 2018年8月21日 | 0.293       | 1.908       | 12          | 0.1       | 0.76      | 30        | 未上榜    | 未上榜    | 未上榜    |                                                    |
| 15-16                        | 2018年8月22日 | 0.373       | 2.412       | 12          | 0.16      | 0.24      | 22        | 0.17      | 1.23      | 16        |                                                    |
| 17-18                        | 2018年8月23日 | 0.469       | 2.647       | 13          | 0.18      | 0.36      | 21        | 0.213     | 1.468     | 15        |                                                    |
| 19-20                        | 2018年8月28日 | 0.656       | 4.15        | 5           | 0.25      | 1.86      | 15        | 0.252     | 1.716     | 9         |                                                    |
| 21-22                        | 2018年8月29日 | 0.653       | 4.158       | 7           | 0.26      | 1.92      | 15        | 0.265     | 1.81      | 10        | CCTV-8《龍門飛甲》、湖南《流星花園》完結           |
| 23-24                        | 2018年8月30日 | 0.669       | 4.371       | 5           | 0.27      | 2.14      | 10        | 0.264     | 1.935     | 10        | CCTV-8《再創世紀》開播 本日全國網收視按份額排名    |
| 不適用                       | 2018年9月3日  | 不適用      | 不適用      | 不適用      | 不適用    | 不適用    | 不適用    | 不適用    | 不適用    | 不適用    | 湖南《斗破蒼穹》開播                               |
| 25-26                        | 2018年9月4日  | 0.547       | 4.102       | 8           | 0.16      | 1.55      | 24        | 0.171     | 1.474     | 17        |                                                    |
| 27-28                        | 2018年9月5日  | 0.485       | 4.729       | 10          | 0.13      | 1.79      | 22        | 暫缺      | 暫缺      | 暫缺      | 浙江《獵毒人》精编版完結，周播劇場時段改播綜藝節目 |
| 29-30                        | 2018年9月6日  | 0.612       | 5.391       | 6           | 0.22      | 2.59      | 17        | 0.208     | 2.22      | 14        |                                                    |
| 不適用                       | 2018年9月10日 | 不適用      | 不適用      | 不適用      | 不適用    | 不適用    | 不適用    | 不適用    | 不適用    | 不適用    | CCTV-8《再創世紀》完結，《一代名相陈廷敬》同日開播 |
| 31-32                        | 2018年9月11日 | 0.525       | 3.966       | 9           | 0.16      | 1.49      | 21        | 0.171     | 1.52      | 15        |                                                    |
| 33-34                        | 2018年9月12日 | 0.539       | 4.23        | 7           | 0.16      | 1.62      | 23        | 0.164     | 1.494     | 17        |                                                    |
| 35-36                        | 2018年9月13日 | 0.66        | 5.287       | 6           | 0.22      | 2.3       | 16        | 暫缺      | 暫缺      | 暫缺      |                                                    |
| 37-38                        | 2018年9月18日 | 0.434       | 3.321       | 9           | 0.15      | 1.41      | 21        | 暫缺      | 暫缺      | 暫缺      |                                                    |
| 39-40                        | 2018年9月19日 | 0.43        | 3.341       | 9           | 0.16      | 1.56      | 20        | 暫缺      | 暫缺      | 暫缺      |                                                    |
| 平均收視                     | 平均收視      | 0.499       | 3.51        | 不適用      |           |           | 不適用    |           |           | 不適用    |                                                    |

1. 同时段或交叉时段主要节目：
  - CCTV-8：《執行利劍》／《龙门飞甲》／《再創世紀》／《一代名相陈廷敬》
  - 湖南：《流星花園》／《斗破苍穹》
  - 浙江：《扶摇》／《獵毒人》精编版
2. 数据由广视索福瑞提供，调查范围为四岁以上之观众。
3. 以上收视排名包括央视在内。CSM16省网排名不含央视
4. 收視最低的集數以藍色表示，收視最高的集數以紅色表示
5. 资料来源：卫视这些事儿、TV未知数、卫视走光了、数据狮